# Kisiele (obwód chmielnicki)
Kisiele (ukr. Киселі) – wieś na Ukrainie w rejonie starokonstantynowskim obwodu chmielnickiego.
Majątek Kisele od 1854 do 1890 należał do żony Józefa Ignacego Kraszewskiego Zofii Woronowiczównej, bratanicy prymasa Jana Pawła Woronicza. W majątku był założony ładny park, który miał stworzyć ten sam ogrodnik, który założył park w Zofiówce. Kraszewscy dbali o dwór, a także o park dworski, który znacznie upiększyli.